# 廠出新里程
《廠出新里程》（英語：Outstanding Manufacturers in Hong Kong）是香港亞洲電視有限公司製作的訪談節目，由朱慧珊主持。節目邀請香港中華廠商會的會員出席節目分享經歷，於2014年8月18日起逢星期一至五晚上19:30-20:00於本港台播出，以及逢星期一至五晚上00:10-00:40於亞洲台播出，並且於多個時段及亞視網站提供節目重溫。

## 每集嘉賓
| 集數 | 播映日期 | 嘉賓                                                           |
| 1    | 8月18日  | 施榮懷                                                         |
| 2    | 8月19日  | 陳淑玲、陳永棋                                                 |
| 3    | 8月20日  | 顏吳餘英、顏志永、顏明秀                                       |
| 4    | 8月21日  | 徐炳光、徐詠琳                                                 |
| 5    | 8月22日  | 陳淑玲、吳清煥、黃家和                                         |
| 6    | 8月25日  | 楊志雄                                                         |
| 7    | 8月26日  | 李慧芬                                                         |
| 8    | 8月27日  | 史立德                                                         |
| 9    | 8月28日  | 李文達                                                         |
| 10   | 8月29日  | 吳永嘉、林鳳鳴、陳家偉                                         |
| 11   | 9月1日   | 陳偉文                                                         |
| 12   | 9月2日   | 馬偉武                                                         |
| 13   | 9月3日   | 陳俊、劉欣健                                                   |
| 14   | 9月4日   | 陳小玲、趙鍾月琼、陳陳燕兒、李阮錦鑾、楊黃美雲、龔燕霞         |
| 15   | 9月5日   | 張永鴻、林蘭詩、王詩雅、顏明秀、黃浩鈞、胡子岐、吳景瀚、劉子芸 |

## 播映時間
| 頻道   | 播映時間               |
| ------ | ---------------------- |
| 本港台 | 星期一至五 19:30-20:00 |
| 亞洲台 | 星期一至五 00:10-00:40 |

## 外部連結
- 亞洲電視節目網頁 - 廠出新里程